# Rasheed Wright
Rasheed Wright, né le 27 décembre 1980 à Greensboro (États-Unis), est un joueur de basket-ball professionnel américain. Il mesure 1,96 m.

## Biographie
Après sa carrière universitaire et l'obtention de son diplôme en communication, il rejoint la France où il évolue d'abord en Nationale 1 pendant 3 saisons, à Saint Vallier.  Durant l’été 2006, il fait un essai à Besançon (Pro A) mais, blessé, n'est pas retenu.
Il continue sa route en Pro B à Levallois, enregistrant durant la saison 2006-2007 une moyenne de 16 points. 
Il évolue ensuite une saison en Pro A avec la JA Vichy, participant à la finale de la Semaine des as 2008.
Il rejoint ensuite le club de Poitiers qu'il aide à monter en Pro A à l'issue de la saison 2008-2009, remportant également le titre de champion de France de la division. Il reste au club lors des deux saisons suivantes. Après une pige à Saint-Quentin au cours des mois de novembre et décembre 2012, il signe en tant que joker jusqu'à la fin de la saison 2012-2013 à Hyères Toulon. Pour la saison 2013-2014, il signe à Saint Quentin en Pro B.
À l'orée de la saison 2014-2015, il s'engage avec Saint vallier en NM1, avec pour objectif de faire remonter le club en Pro B. Il participe avec ce club a deux Final Four NM1, dont un organisé à domicile.
Rasheed wright annonce qu'il mettait un terme à sa carrière le 22 mai 2016 à la suite du Final Four de NM1 perdu avec St Vallier, contre Aix Maurienne.
Au total, il a disputé avec Saint Vallier 175 matches officiels (championnat et Coupe) et inscrit 3 276 points, soit une moyenne de près de 19 unités par match. Il a été le meilleur scoreur de l’équipe à 89 reprises soit 1 match sur 2. Il a également atteint 16 fois la barre des 30 points. 
Il s’occupe parallèlement d'un camp d'entrainement pour jeunes aux États-Unis.

## Clubs

### Lycée
- Avant 2000 : Southern Guilford High School

### Université
- 2000-2003 :  Monarchs d'Old Dominion (NCAA)

### Carrière professionnelle
- 2003-2006 :  Saint Vallier BD (NM1)
- 2006-2007 :  Levallois SC (Pro B)
- 2007-2008 :  JA Vichy (Pro A)
- 2008-2012 :  Poitiers Basket 86 (Pro B), (Pro A)
- 10 novembre 2012-15 décembre 2012 :  Saint-Quentin BB (Pro B)
- 2012-2013 :  Hyères-Toulon VB (Pro B)
- 2013-2014 :  Saint-Quentin BB (Pro B)
- 2014-2016 :  Saint Vallier BD (NM1)

## Palmarès et faits Marquants

### Avec la Southern Guilford High School
- Nommé McDonald's All American
- All Star Est/Ouest
- All Star Nord/Sud
- Joueur de l'année de Guilford County

### Avec Old Dominion
- All defensive Team
- Plus de 1000 points d'inscrits

### En France
- Maillot retiré à Saint Vallier

- MVP de NM1 en 2006
- Deux fois meilleur marqueur de NM1 en 2005 (20.4) & 2006 (21.3)
- Finaliste Semaine des as 2008
- Champion de Pro B 2008-2009
- Recordman de points et 3ème meilleur marqueur de l'histoire de Poitiers

## Records et statistiques

### Records
- 46 points inscrit contre Saint Chamond en 2003 (NM1)
- 41 points inscrit face à Nantes en 2008 (Pro B)
- 38 points inscrit face à Hyères-Toulon en 2009 (Pro A)
- 9 paniers à 3pts inscrits en un seul match (Pro A et NM1)
- 44 d'évaluation en 1/4 de finale des Playoffs face à Rueil en 2015 (NM1)

### Statistiques en France
- 5603 points inscrits pour 378 match joués, soit 14,8 points de moyenne
- 852 tirs à 3pts inscrits pour un pourcentage de 35,79% de réussite
- 1256 points inscrits en Pro A, dont 229 tirs à 3pts en 89 matchs
- Son pourcentage de réussite aux tirs à 3pts en Pro A était de 33,33%, avec un pic 36,57% en 2010 - 2011
- 1902 points inscrits en Pro B, dont 306 tirs à 3pts en 84 matchs
- Son pourcentage de réussite aux tirs à 3pts en Pro B était de 35,21%, avec un pic 39,35% en 2006 - 2007
- 2926 points inscrits en NM1, dont 405 tirs à 3pts en 160 matchs
- Son pourcentage de réussite aux tirs à 3pts en NM1 était de 38,60%, avec un pic 41,99% en 2005 - 2006